# Schopvissen
Schopvissen (Ephippidae) zijn een familie van baarsachtigen die bestaat uit 8 geslachten met een totaal van 15 soorten. De bekendste soorten behoren tot het geslacht Platax, oftewel de vleermuisvissen. De meeste soorten bewonen de koraalriffen van de Indische Oceaan, Stille Oceaan en Rode Zee, maar worden ook vaak als aquariumvissen gehouden.

## Anatomie
Zij hebben spade- (of schop-)vormige, platte lichamen en sterk symmetrische driehoekige rug- en aarsvinnen. Zij hebben een glanzend zilverachtige kleur met gele plekken en verticale bruine of zwarte banden. De ogen zijn vaak in een van de banden geplaatst bij wijze van camouflage. Andere geslachten in deze familie hebben langgerekte puntige rug- en aarsvinnen.
Sommige soorten, zoals Chaetodipterus faber zijn een geliefde vangst voor sportvissers in delen van het Caraïbisch gebied en de Atlantische Oceaan in het zuidoosten van de Verenigde Staten. Ephippidae zijn in het algemeen het slachtoffer van overbevissing.

## Geslachten
- Chaetodipterus Lacépède, 1802
- Ephippus G. Cuvier, 1816
- Parapsettus Steindachner, 1876
- Platax Cuvier, 1817
- Proteracanthus Günther, 1859
- Rhinoprenes Munro, 1964
- Tripterodon Playfair, 1867
- Zabidius